# Elaine Taylor
Pour les articles homonymes, voir Taylor.
Elaine Taylor, née le 3 décembre 1967 à Watson Lake, est une femme politique yukonnaise, canadienne. 
Elle est la vice-première ministre du Yukon du 12 décembre 2005 au 3 décembre 2016, et elle est la députée qui représente la circonscription territoriale de Whitehorse Ouest à l'Assemblée législative du Yukon.
Elle est un membre du Parti du Yukon depuis 2000.
Lors de l'élection yukonnaise du 17 avril 2000, elle fait campagne en vue d'obtenir un siège à l'Assemblée législative sous la barrière du même parti. Elle termine en troisième place contre Dennis Schneider (en) dans une course à trois dans la même circonscription électorale.

## Source
- (en) Cet article est partiellement ou en totalité issu de l’article de Wikipédia en anglais intitulé « Elaine Taylor (politician) » (voir la liste des auteurs).